# 護衛司令部
護衛司令部（：／），過去正式名稱是護衛總局，是主管朝鮮民主主義人民共和國領導人及首都平壤安全的機關。
組織上屬国防省外的部門，與国家保卫省及社会安全省一樣受朝鮮勞動黨直接控制，受黨組織指導部指揮，黨組織指導1部1課負責下達命令和接受報告。

## 歷史
在1960年代以前，護衛司令部以勞動黨護衛局形態存在。1980年代發展為護衛司令部，1983年兼領平壤防禦司令部和平壤警備司令部，兵力達120,000人。

## 組織
護衛司令部屬下除直轄兵力以外，兼有2個師團和2個旅團的重武装部隊。
- 第1總局：負責護衛計劃及組織與護衛業務總括指導
- 第2總局：負責護衛行事與金正日专用別墅之管理及調度物資生産
- 第3總局：負責護衛司令部隸屬機關之後勤補給
- 第4總局：負責黨最高領導人之专用別墅工事等
- 第223處：負責錦繡山太陽宮的管理
- 第55處：戰時指揮處

護衛部：
- 第1護衛部：金日成時代，負責護衛金日成
- 第2護衛部：金正日時代，負責護衛金正日
- 第3護衛部：負責內閣總理身邊警衛工作，副總理住宅及内閣議事堂、錦繡山太陽宮下農牧場保安。
- 第4護衛部：外國元首、其他重要人物的護衛
- 行事安全部
- 列車護衛部
- 警備運輸部
- 獨立部門﹕萬壽無疆研究所

## 历任司令
- 元应熙，1995年12月
- 李乙雪，1996年2月-2009年
- 尹正麟 2010-2019
- 郭昌植 (곽창식) 2019-  现任者